# Panetolikó (dème)
Le dème de Panetolikó, en grec moderne : Δήμος Παναιτωλικού / Dímos Panaitolikoú, est un ancien dème du district régional d'Étolie-Acarnanie en Grèce. En 2010, il est fusionné au sein du dème d'Agrínio.
Selon le recensement de 2011, la population du dème compte 1 386 habitants.